# ピドヒルツィ城
ピドヒルツィ城（ピドヒルツィじょう、英語: Pidhirtsi Castle; 
ウクライナ語: Підгорецький замок; ポーランド語: zamek w Podhorcach）は、ウクライナ西部のリヴィウ州のピドヒルツィ村に位置する住宅用城塞であり、リヴィウの東80キロメートルに位置する。
この城は、ポーランド・リトアニア共和国の大ヘトマンであったスタニスワフ・コニェツポルスキの命により、より古い要塞の跡地にヒヨーム・レ・ヴァッセール・デ・ボプランによって1635年から1640年の間に建設された。当時、この城はポーランド王国の王冠領の一部であり、旧ポーランド・リトアニア共和国の東部国境地帯（クレスィ・ヴホドニェ）において最も貴重な宮殿庭園複合施設と見なされている。
今日では、リヴィウ国立美術館の一部となっている。

## 外観
レンガと石で造られたこの建造物は、特徴的な「パラッツォ・イン・フォルテッツァ」様式で設計された。ヴォロニャキ丘陵の北側に位置し、海抜399メートルの地点に立ち、スティル川の谷を見下ろし、遠くからでも見える顕著な場所に位置している。宮殿自体は丘の斜面に建てられている。17世紀には、ブドウ畑とイタリア式のパルテール庭園に囲まれ、そのワインはヤクブ・ソビェスキとアンジェイ・モルシュティンの詩によって称えられた。城は堀と跳ね橋、そして稜堡を備えた強固な壁で守られている。また、鉄製の大砲も備えており、その一部は今日まで保存されている。城は一辺約100メートルの開放的な正方形の形をしており、3階建てである。
西側部分は賓客の公式な住居として使用され、東側部分は所有者と使用人のための私的な空間であった。入口の門の上には、今日でもラテン語の碑文が刻まれた大理石の銘板があり、「軍事的労苦の冠は勝利であり、勝利は凱旋であり、凱旋は休息である」と記されている。また、農場、私設動物園、ブドウ畑、養蜂場、マス池、水車もあった。

## 内装

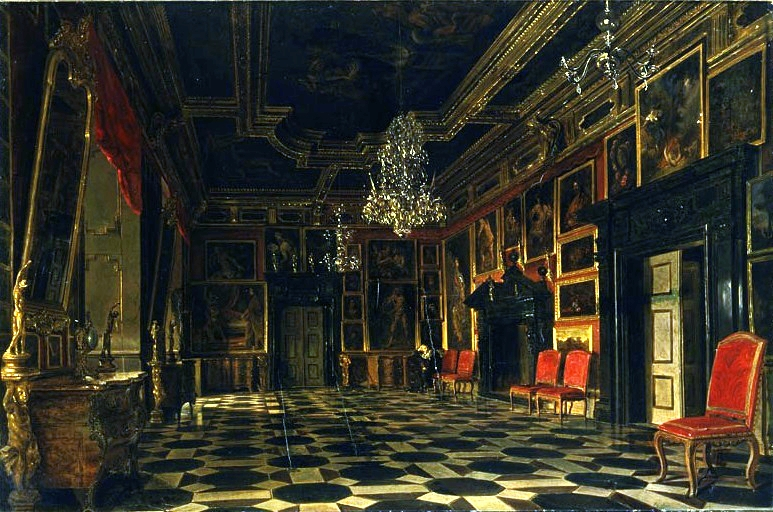
アレクサンデル・グリグレフスキによる絵画『深紅の部屋』（1871年）

ヤクブ・ルドヴィク・ソビェスキの時代、城は豊かに装飾され、いくつかの広間と図書館があり、周囲には庭園と公園が広がっていた。入口の隣には衛兵室があり、その次にはフサールの装備と多数の武器で満たされた騎士の間があった。続いて、「深紅の部屋」、「中国の間」、「鏡の間」、「黄色の間」、「緑の間」（18世紀の画家シモン・チェホヴィチの106点の絵画が保管されていた）の続きの間と礼拝堂があった。これらの部屋の名前は、装飾の色や保管されていたものに由来する。
すべての部屋の壁は、絵画、肖像画（約200点）、壁紙で覆われ、床は磨かれた大理石のタイルでできていた。各部屋には大理石の暖炉もあった。豪華な家具の中には、スタニスワフ・コニェツポルスキがトルコやタタールとの戦いで得た戦利品、主にペルシャ絨毯やトルコの天幕が多数あった。図書館には、コニェツポルスキ家とジェヴスキ家の古文書が保管されていた。1646年初頭にヴワディスワフ4世とそのフランス人の妻ルドヴィカ・マリア・ゴンザーガがこの複合施設を訪れた際、その壮麗さに感銘を受けた。訪問後まもなく、スタニスワフ・コニェツポルスキは亡くなった。

## 歴史

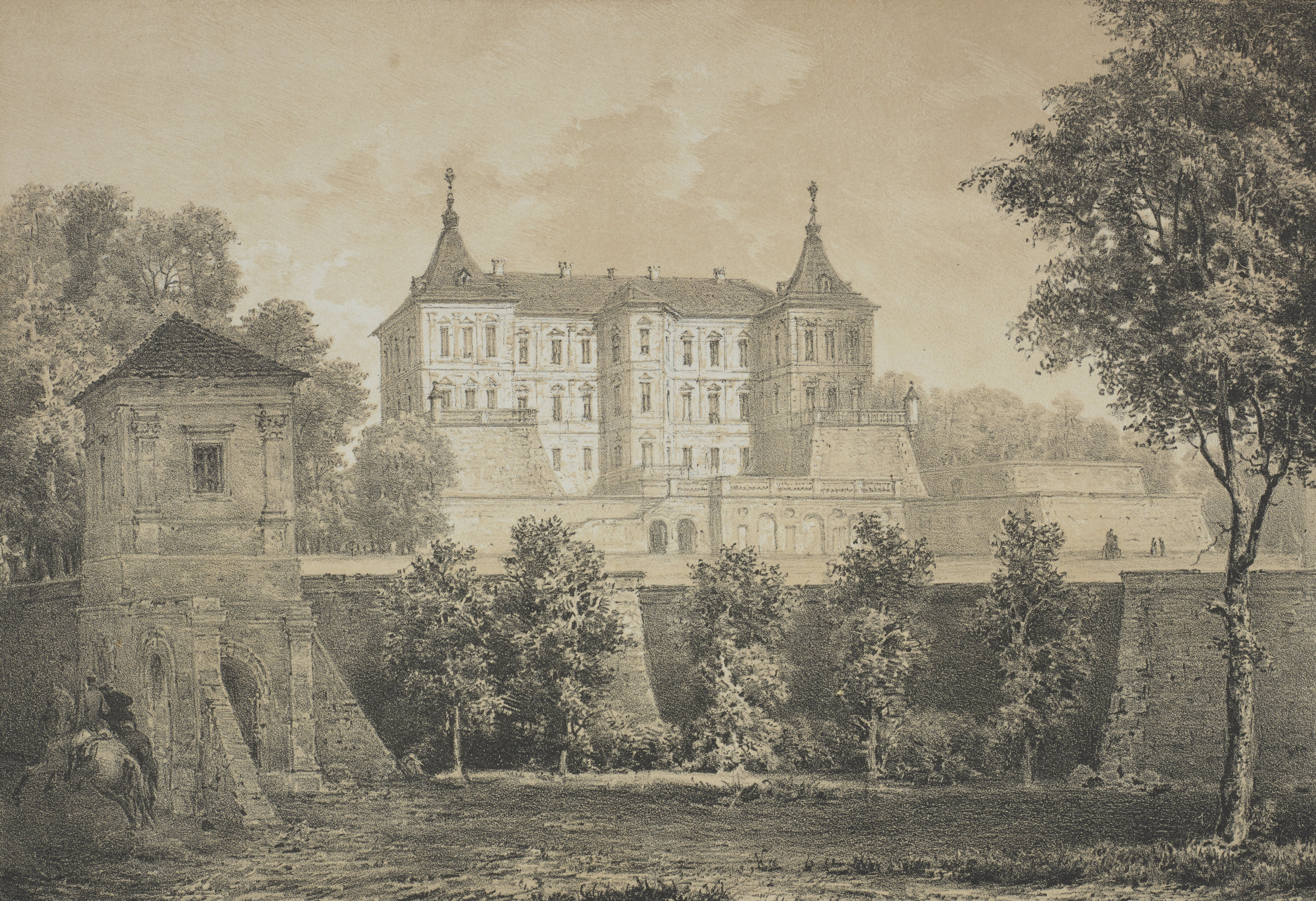
ナポレオン・オルダによるピドヒルツィ城

この複合施設の設計者が誰であるかは確立されていないが、おそらくイタリアの建築家アンドレア・デル・アクアによって計画された可能性が高い。彼は、好戦的なコニェツポルスキのために近くのブロディの要塞も設計した。ヘトマン・コニェツポルスキは回想録の中で、休息のための場所を所有したいと書いたが、城の場所は休息を不可能にした。1648年、フメリニツキーの乱中にウクライナ・コサックによって攻撃されたが、真の要塞であったため、彼らは複合施設を占領できなかった。3年後、コサックは再び戻ってきたが、またも失敗した。この事件の後、コニェツポルスキの息子アレクサンデルは被害を修復し、要塞を強化した。この強化された警備のおかげで、17世紀後半に起こった多数のタタールとトルコの攻撃に城は抵抗することができたと考えられている。
1682年、最初の建設者であり所有者であったスタニスワフ・コニェツポルスキの孫であるスタニスワフ・コニェツポルスキは、城と周辺の領地をヤクブ・ルドヴィク・ソビェスキに遺贈することを決定した。5年後、カミェニェツ・ポドールスキでのオスマン・トルコに対する戦役から戻ってきたヤクブ・ソビェスキは、彼の両親であるヤン3世とそのフランス人の妻マリー・カジミール・ルイーズを城に迎え入れた。ソビェスキの廷臣の一人、フランソワ・ダレイラックによるピドヒルツィ複合施設の記述が残されている。「この城は間違いなくポーランドで最も美しいものであり、他の国々でも独特のものと見なされるだろう」。
1725年、ヤクブの弟であるコンスタンティ・ソビェスキは、城を大ヘトマンスタニスワフ・ジェヴスキに売却した。ヘトマン・ジェヴスキの死後、この複合施設は彼の息子ヴァツワフによって相続された。ヴァツワフは近くのオレスコ城の所有者でもあった。ヴァツワフ・ジェヴスキはピドヒルツィを彼の永住地とした。彼は3階の増築と教会の建設（1788年）を命じ、劇場を開設した。
ヴァツワフ・ジェヴスキはヤン3世ソビェスキに関連するすべてのものに深く関心を持っていた。彼は、ウィーンの戦いで使用されたソビェスキの剣、戦後の王による戦利品、そして伝説によればソビェスキが洗礼を受けた大理石のテーブルなどを購入した。1767年、ジェヴスキはセイムの議論に参加するためにワルシャワへ行った。ロシア人に逮捕されカルーガへ送られた彼は、二度とピドヒルツィに戻ることはなかった。1772年のポーランド分割後、城はオーストリアの一部となり、ジェヴスキ家（セヴェリン・ジェヴスキとその子孫）の所有のままであったが、貴重なコレクションの一部はオーストリアが任命した管理者によって競売にかけられ、ヴァツワフがロシア人に投獄された際に壮大な内装は損傷を受けた。

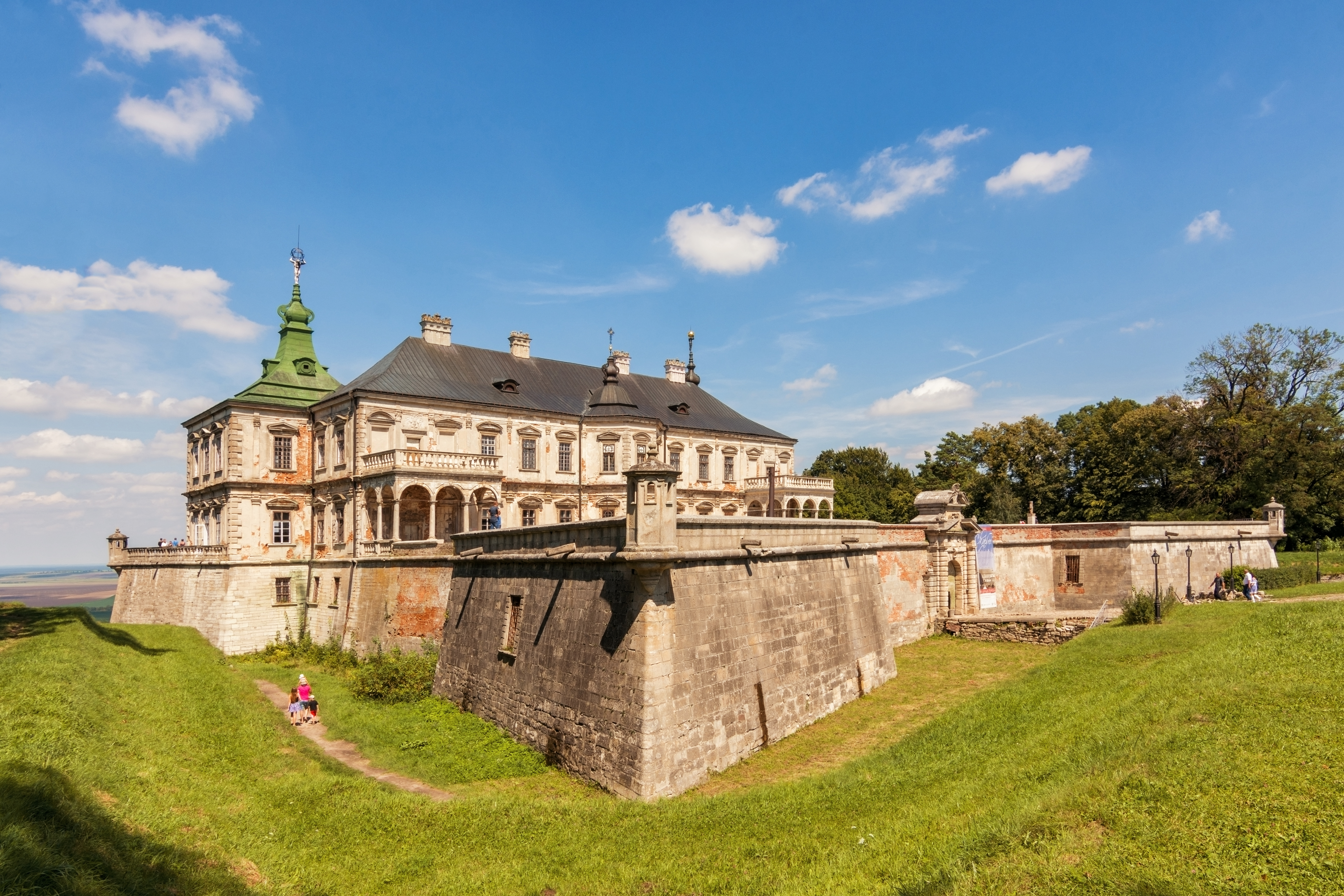
城

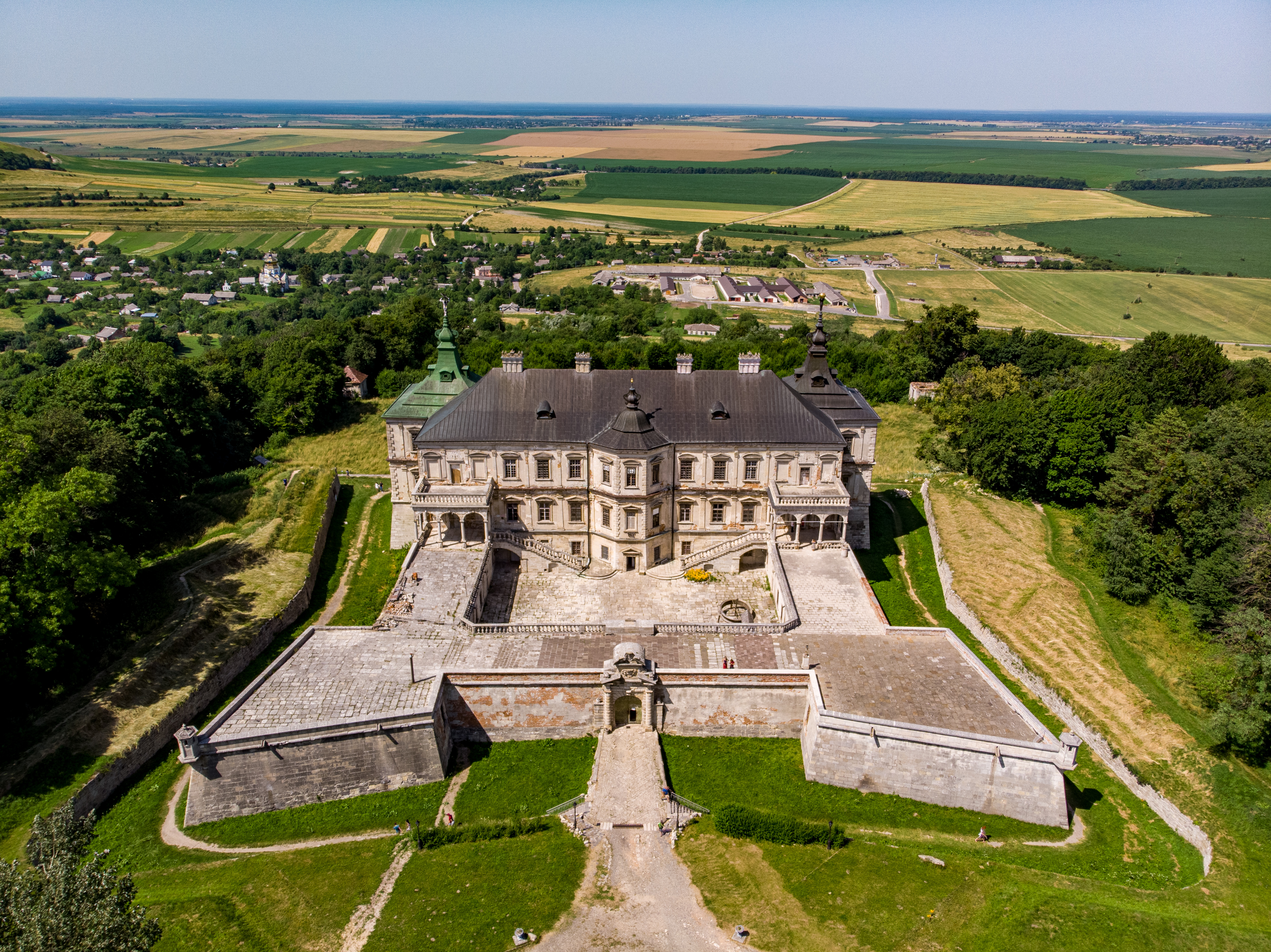
空撮

1869年まで、この複合施設はジェヴスキ家の所有であった。彼らはここでフランツ・ヨーゼフ1世を迎え、ユリウシュ・スウォヴァツキの父であるエウゼビウシュ・スウォヴァツキがここで生まれた。ヘトマン・ヴァツワフ・ジェヴスキの最後の男系子孫であるレオン・ジェヴスキ伯爵は、子供がいなかったため、城をヴワディスワフ・サングシュコ公に遺贈した。
第一次世界大戦中、城はロシア軍に占領された。ロシア軍は城を破壊しなかったが、貴重な品々のほとんどを略奪した。1915年夏、ピドヒルツィはオーストリア＝ハンガリー第5軍団の司令部となった。前線に位置していたため、ロシア砲兵による破壊の脅威は非常に現実的なものであった。幸いなことに、アレクセイ・ブルシーロフ将軍は複合施設を温存することを決定したが、それでもロシア軍によって再び略奪された。ロシア兵は内装、壁、タイル、床を破壊した。ポーランド・ソビエト戦争で城は再び損傷を受け、紛争後、タルノポリ県（第二次ポーランド共和国）の一部となり、城の最後のポーランド人所有者であったロマン・サングシュコ公の所有となった。
1939年のポーランド9月戦役において、ナチス・ドイツとソ連によるポーランド攻撃の後、財産の喪失を予期したサングシュコ公は、貴重品のほとんどを梱包し、ルーマニアへ、そして後にブラジルのサンパウロへと運び、そこで基金を設立した。第二次世界大戦後、ソ連当局は城に結核療養所を開設した。
1956年2月、城は貴重な絵画を含め、ほぼ完全に焼失した。火災は3週間続き、壁だけが残り、1200万ドルの損害が出た。1997年、リヴィウ絵画館が城を購入し、博物館とした。
共産主義政権下での損害にもかかわらず、城は常に興味深く魅力的な建築物であった。ポトプの撮影など、いくつかの映画がピドヒルツィで行われた。
ウクライナがソ連から独立を回復した際、城を修復し、大統領官邸にすることが計画された。しかし、これは実現せず、最終的にこの不動産はリヴィウ国立美術館の管轄下に置かれた。現在、ジェヴスキ家のコレクションの一部はリヴィウ歴史博物館とリヴィウ美術館に保管されている。一部の工芸品は、タルヌフとクラクフの博物館にも保管されている。リヴィウ国立美術館は、城を歴史的な姿に修復しようとしている。しかし、資金不足のため修復作業は遅れており、進捗は遅い。

## 大衆文化において
ピドヒルツィ城は、2020年5月14日にサイエンスチャンネルで放送されたテレビシリーズ『ミステリーズ・オブ・ジ・アバンダンド』のシーズン6、エピソード8「ヘルマウンテンの謎の物体」で取り上げられた。このエピソードは、18世紀の城とその2番目の所有者であるヴァツワフ・ジェヴスキの物語を語っている。彼は、暗く湿った地下牢に多くの秘密を隠した。疑念と嫉妬に駆られた彼は、常に彼を裏切っていた美しい16歳の婚約者マリア・ジェヴスキを殺害したと考えられている。彼女の遺体は発見されなかったが、彼女の魂は安らぎを見つけることができず、他の失われた魂とともに廊下をさまよっていると信じられている。